# Тиле, Людвиг Густав фон
Людвиг Густав фон Тиле (нем. Ludwig Gustav von Thile; 1781, Дрезден — 1852, Франкфурт-на-Одере) — прусский генерал от инфантерии, министр финансов.

## Биография
Родился 11 ноября 1781 года в Дрездене, сыл генерал-лейтенанта. Брат генерала Адольфа Эдварда фон Тиле. Его племянник Герман фон Тиле, первый статс-секретарь имперского ведомства иностранных дел кайзеровской Германии (министр иностранных дел).
В 1795 году вступил на военную службу и в 1797 году получил первый офицерский чин.
В 1806—1807 годах принимал участие в войне с Францией. В 1812 году получил чин майора и назначен директором 1-го отделения Военного министерства. В 1813—1814 годах вновь сражался с французами, за отличие был награждён орденом Pour le Mérite.
В 1815 году произведён в полковники. С 1817 года Тиле был инспектором ландвера в Потсдамском округе и 26 сентября 1818 года произведён в генерал-майоры. 22 февраля 1820 года назначен командиром 6-й ландверной бригады, с 3 октября 1829 года также являлся генерал-адъютантом прусского короля. 30 марта 1830 года он был назначен начальником 6-й дивизии и 1-м комендантом крепости Торгау, однако уже 15 сентября того же года был перемещён на такую же должность в Эрфурт. 10 февраля 1832 года произведён в генерал-лейтенанты и 5 апреля 1832 года вернулся на должность коменданта в Торгау. 19 марта 1835 года Тиле был отставлен от занимаемых должностей и оставался лишь генерал-адъютантом.
В 1838 году Тиле вошёл в число членов Государственного совета Пруссии и был назначен президентом Генеральной орденской комиссии. С 1841 года он являлся государственным кабинет-министром и министром финансов, 23 сентября 1844 года произведён в генералы от инфантерии.
Накануне 1848 года Тиле вышел в отставку и скончался 21 ноября 1852 года во Франкфурте-на-Одере.

## Награды

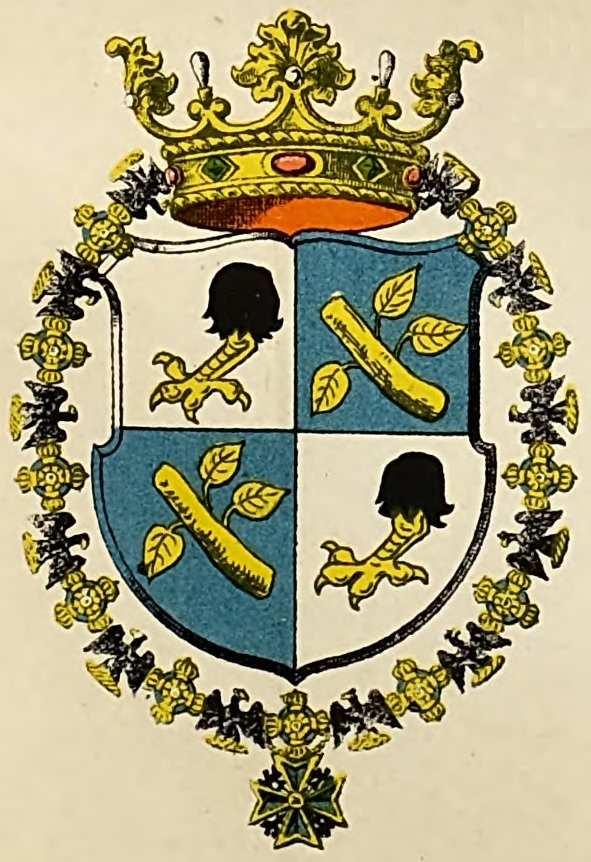
Герб генерала Людвига Густава фон Тиле с цепью ордена Чёрного орла

Королевства Пруссия:
- Железный крест 2-го класса
- Железный крест 1-го класса[3]
- Крест за выслугу лет[нем.]
- Орден «Pour le Mérite» (11 мая 1807)[4]
- Орден Красного орла 3-го класса (1816)[5]
- Орден Красного орла 2-го класса с дубовыми листьями[6]
- Орден Красного орла 1-го класса с дубовыми листьями (1832); бриллиантовые украшения к ордену (1844)[7]
- Орден Чёрного орла (18 января 1845); цепь ордена (10 апреля 1847)[8]

Российской империи:
- Орден Святого Георгия 4-й степени (№ 2929; 3 мая 1814)
- Орден Святого Владимира 3-й степени (25 января 1817)[9]
- Орден Святой Анны 2-й степени
- Орден Святой Анны 1-й степени[10] с алмазами (23 марта 1826)
- Орден Святого Владимира 2-й степени (26 мая 1829)[11]
- Орден Белого орла (8 декабря 1834)[12]
- Св. Александра Невского (9 июня 1840)[13]

Прочих государств:
- Военный орден Максимилиана Иосифа, рыцарский крест (королевство Бавария)[14]
- Орден Гражданских заслуг Баварской короны, большой крест (1840, королевство Бавария)[15]
- Орден Военных заслуг, рыцарский крест (королевство Франция)
- Австрийский Императорский орден Леопольда, рыцарский крест (Австрийская империя)
- Орден Меча, рыцарский крест 1-го класса (королевство Швеция)
- Орден Меча, большой рыцарский крест 1-го класса (королевство Швеция)
- Орден Фридриха, большой крест (1837, королевство Вюртемберг)[16]